# Mar Lleixà i Fortuño
Mar Lleixà Fortuño (Tortosa, Tarragona, 13 de novembre de 1969) és una infermera i psicòloga, actualment Directora Territorial a les Terres de l'Ebre del Departament d'Igualtat i Feminismes de la Generalitat de Catalunya.
Diplomada en Infermeria per l'Escola Universitària d´Infermeria "Verge de la Cinta” de Tortosa, adscrita a la Universitat de Barcelona. Llicenciada en Psicologia per la UNED. Al 2008 defensa la Tesi Doctoral “La tutoria virtual i la inserció laboral dels professionals d'Infermeria” inscrita Departament de Pedagogia de la URV amb la qualificació d'excel·lent cum laude.
Postgrau d'Infermeria Quirúrgica per la Universitat de Barcelona al 1992. Postgrau de Relacions Humanes i Tècniques grupals en Infermeria per la Universitat de Barcelona al 1998. Cursa el Màster d'Infermeria Medico-Quirúrgica per la Universitat de Barcelona al 1994, i el Màster de Metodología de la Investigación de la Salud, 1999 per la Universitat d'Alcalá de Henares, Màster de Direcció d'Institucions Sanitàries de la Universitat Autònoma de Barcelona al 2019.
Durant la seva pràctica clínica va treballar com a infermera assistencial a diferents hospitals de l'Institut Català de la Salut (ICS) i Hospital Germans Trias i Pujol de Badalona i entre 1993 i 1996 a l'Hospital Comarcal de Vinaròs (SERVASA). Al 1996 torna a l'Hospital de Tortosa Verge de la Cinta, on inicia l'activitat acadèmica com a professora associada de l'Escola Universitària d'Infermeria Verge de la Cinta de Tortosa adscrita a la URV. Des de 1998 exerceix com a professora de dedicació exclusiva EUI Verge de la Cinta de Tortosa adscrita a la URV, i des del 2005 fins a setembre 2016 professora titular en comissió de serveis del Departament d'Infermeria de la URV docència en assignatures de Grau, Màster i Doctorat. Durant els cursos 2005 al 2008 va dirigir tres edicions del Curs d'Especialiste Universitari en intervencions psicosocials d' Infermeria de la URV.
Des de 2010 fins 2016 va coordinador el Máster en Ciències de la Infermeria de la URV i també va coordinador el Programa de Doctorat Ciències de la Infermeria de la URV durant el curs acadèmic 2013/14. Des de setembre del 2016 fins a juliol del 2018 va ser la directora territorial infermeria de l'ICS a les Terres de l'Ebre i professora associada de la Facultat d'Infermeria de la URV (Grau, Màster i Doctorat). El 16 juliol 2018 és nomenada gerent del CatSalut de la Regió Sanitària de les Terres de l'Ebre i directora dels serveis territorials de Salut de Terres de l'Ebre fins al 20 de juliol del 2022, sent la primera infermera i dona en exercir el càrrec a la Regió Sanitària de les Terres de l'Ebre.
Militant d'Esquerra Republicana de Catalunya des del 2020 després d'anar a la llista a les eleccions municipals de Tortosa.
Des del 21 de juliol del 2022 és la representant territorial del Govern de la Generalitat del Departament d'Igualtat i Feminismes de les Terres de l'Ebre, activitat que compagina amb les direccions de Tesis Doctorals i de Treballs Fi de Grau sent professora associada del Departament Infermeria de la URV.

## Recerca
Membre de la  Xarxa d'Investigació en Infermeria de Salut Mental i Adiccions ISMENTAL (XT2004 00006) i del grup de recerca consolidat Infermeria Avançada de la URV (SGR 380).
Ha estat directora de 12 tesis doctorals del programa de Doctorat d'infermeria de la URV i d'una tesis doctoral de la Universitat d'Andorra. Àmplia experiència investigadora amb múltiples comunicacions orals i pòsters congressos de àmbit nacional i internacional i varis premis a comunicacions i treballs d'investigació.
Ha estat membre de l'equip investigador dels Projectes d'investigació del Fons Investigació Sanitaria de l'Instituto de Salud Carlos III “Disminución de los síntomas de ansiedad y/o depresión y aumento del bienestar percibido en mujeres cuidadoras principales de pacientes crónicos mediante la aplicación de la Técnica de Resolución de Problemas por enfermeras de Atención primaria i “Efectividad de un programa para fomentar la Salud mental Positiva mediante la Web y APP "cuidadoras crónicos": Ensayo clínico aleatorizado”.
Investigadora principal del projecte d'investigació del Fons Investigació Sanitaria de l'Instituto de Salud Carlos III: “Cuidadoras 2.0 efectividad de un programa de apoyo 2.0 para cuidadors no profesionales de pacientes crónicos”.

## Publicacions
Autora de múltiples articles publicats en diferents revistes nacionals i/o internacionals, autora d'alguns capítols de llibre i revisora de revistes nacionals i internacionals: Revista Rol de Enfermería de la Revista Presencia, de la Revista Revista Portuguesa de Enfermería en Salud Mental i de la revista Perspectives in Psychiatric care.
De fet, alguns dels seus articles a Investigació en infermeria: teoria i pràctica., Las redes sociales y la educación superior: las actitudes de los estudiantes universitarios hacia el uso educativo de las redes sociales, de nuevo a examen Características de um programa de capacitação para familiares cuidadores de pessoas com demência a residir no domicílio. Revista Portuguesa de Enfermagem de Saúde Mental, entre d'altres.

## Premis i reconeixements
Diferents premis i reconeixements destacant el premi La Unió 2015 a la millor experiència innovadora infermera, Programa de suport 2.0 per cuidadores de persones amb problemes crònics de salut; el premi Antonio Galindo de investigación en enfermería comunitaria “Diseño del servicio web http://www.cuidadorascronicos.com/ y análisis del uso y de la efectividad para cuidadoras de personas con problemas crónicos de salud”. Colegio de enfermería de Cáceres. El premi del Consell Social de la URV a l'impacte social de la recerca Convocatòria 2017 i la beca Bertha al millor projecte de recerca infermera amb impacte social 2018 “ Disseny, implementació i efectivitat d'un programa de suport a cuidors i cuidadores de la ciutat d'Amposta: Escola del cuidar” convocada Consell Col·legis d'infermeres i infermeres de Catalunya.
Va rebre el premi a la trajectòria professional per part del Col·legi oficial d'Infermeres i Infermers de Tarragona l'any 2020 destinat a reconèixer la trajectòria professional de les infermeres en qualsevol àmbit.